# Чвертка (одиниця вимірювання)
Чвертка
- українська назва пляшки (мова про кріпки напоі) об'ємом 0,25 л;
- (рос. четушка → чекушка) — давньо руська одиниця вимірювання об'єму рідини (алкоголь, водка та iн), що застосовувалася до введення метричної системи мір. Інакше називалася «п'ятдесятка», оскільки становила 1 / 50 відра. У перерахунку на метричну систему 1 четушка = 246 мл. Свою назву «четушка» бере від пари чарок (чета), які і вміщувала. «Сороківка» як скляний посуд з'явилася пізніше, і певний час вона називалася «великою четушкою»[2].

З введенням метричної системи слово «четушка», втративши смислове наповнення, перетворилося в відому «чекушку», що становить 0,25 літра і за місткістю приблизно з нею рівна.